# Galactia albiflora
Galactia albiflora är en ärtväxtart som beskrevs av Ignatz Urban. Galactia albiflora ingår i släktet Galactia och familjen ärtväxter. Inga underarter finns listade i Catalogue of Life.